# Llista de municipis de la província de Barcelona
La llista de municipis de la província de Barcelona inclou tots els municipis de la província de Barcelona amb les xifres del cens de població.
Informació actualitzada per un bot. Els canvis manuals es perdran quan s'actualitzi!
| Escut | Municipi                       | Comarca           | Població  | Superfície km² | Densitat  | Altitud | Codi postal                                  | Codi territorial | Dades a Wikidata              |
| ----- | ------------------------------ | ----------------- | --------- | -------------- | --------- | ------- | -------------------------------------------- | ---------------- | ----------------------------- |
|       | Abrera                         | Baix Llobregat    | 13.014    | 19,9           | 653,97    | 105     | 08630                                        | 080018           | Modifica les dades a Wikidata |
|       | Aguilar de Segarra             | Bages             | 291       | 43,3           | 6,72      | 480     | 08256                                        | 080023           | Modifica les dades a Wikidata |
|       | Aiguafreda                     | Osona             | 2.576     | 7,9            | 326,08    | 404     | 08591                                        | 080142           | Modifica les dades a Wikidata |
|       | Alella                         | Maresme           | 10.217    | 9,6            | 1.064,27  | 90      | 08328                                        | 080039           | Modifica les dades a Wikidata |
|       | Alpens                         | Lluçanès          | 270       | 13,8           | 19,57     | 855     | 08587                                        | 080044           | Modifica les dades a Wikidata |
|       | Arenys de Mar                  | Maresme           | 16.642    | 6,8            | 2.447,35  | 10      | 08350                                        | 080060           | Modifica les dades a Wikidata |
|       | Arenys de Munt                 | Maresme           | 9.458     | 21,3           | 444,04    | 121     | 08358                                        | 080076           | Modifica les dades a Wikidata |
|       | Argentona                      | Maresme           | 12.844    | 25,4           | 505,67    | 88      | 08310                                        | 080095           | Modifica les dades a Wikidata |
|       | Argençola                      | Anoia             | 237       | 47,1           | 5,03      | 716     | 08717                                        | 080082           | Modifica les dades a Wikidata |
|       | Artés                          | Bages             | 6.084     | 17,9           | 339,89    | 316     | 08271                                        | 080109           | Modifica les dades a Wikidata |
|       | Avinyonet del Penedès          | Alt Penedès       | 1.744     | 29,1           | 59,93     | 280     | 08793                                        | 080137           | Modifica les dades a Wikidata |
|       | Avinyó                         | Bages             | 2.313     | 63,2           | 36,6      | 353     | 08279                                        | 080121           | Modifica les dades a Wikidata |
|       | Avià                           | Berguedà          | 2.243     | 27,2           | 82,46     | 677     | 08610                                        | 080116           | Modifica les dades a Wikidata |
|       | Badalona                       | Barcelonès        | 227.083   | 21,2           | 10.711,46 | 6       | 08910–08918                                  | 080155           | Modifica les dades a Wikidata |
|       | Badia del Vallès               | Vallès Occidental | 13.118    | 0,9            | 14.575,56 | 120     | 08214                                        | 089045           | Modifica les dades a Wikidata |
|       | Bagà                           | Berguedà          | 2.182     | 43,1           | 50,63     | 785     | 08695                                        | 080168           | Modifica les dades a Wikidata |
|       | Balenyà                        | Osona             | 4.036     | 17,4           | 231,95    | 587     | 08550                                        | 080174           | Modifica les dades a Wikidata |
|       | Balsareny                      | Bages             | 3.328     | 36,9           | 90,19     | 327     | 08660                                        | 080180           | Modifica les dades a Wikidata |
|       | Barberà del Vallès             | Vallès Occidental | 33.575    | 8,3            | 4.045,18  | 146     | 08210                                        | 082520           | Modifica les dades a Wikidata |
|       | Barcelona                      | Barcelonès        | 1.702.547 | 101,3          | 16.806,98 | 9       | 08001–08042                                  | 080193           | Modifica les dades a Wikidata |
|       | Begues                         | Baix Llobregat    | 7.462     | 50,4           | 148,06    | 399     | 08859                                        | 080207           | Modifica les dades a Wikidata |
|       | Bellprat                       | Anoia             | 69        | 31             | 2,23      | 653     | 43421                                        | 080214           | Modifica les dades a Wikidata |
|       | Berga                          | Berguedà          | 17.160    | 22,6           | 759,29    | 704     | 08600                                        | 080229           | Modifica les dades a Wikidata |
|       | Bigues i Riells del Fai        | Vallès Oriental   | 10.036    | 28,6           | 350,91    | 307     | 08415                                        | 080235           | Modifica les dades a Wikidata |
|       | Borredà                        | Berguedà          | 419       | 43,5           | 9,63      | 854     | 08619                                        | 080240           | Modifica les dades a Wikidata |
|       | Cabrera d'Anoia                | Anoia             | 1.709     | 17             | 100,53    | 299     | 08718                                        | 080288           | Modifica les dades a Wikidata |
|       | Cabrera de Mar                 | Maresme           | 5.018     | 9              | 557,56    | 104     | 08349                                        | 080291           | Modifica les dades a Wikidata |
|       | Cabrils                        | Maresme           | 7.767     | 7              | 1.109,57  | 147     | 08348                                        | 080305           | Modifica les dades a Wikidata |
|       | Calaf                          | Anoia             | 3.618     | 9,2            | 393,26    | 680     | 08280                                        | 080312           | Modifica les dades a Wikidata |
|       | Calders                        | Moianès           | 1.114     | 33,1           | 33,66     | 552     | 08275                                        | 080348           | Modifica les dades a Wikidata |
|       | Caldes d'Estrac                | Maresme           | 3.259     | 0,9            | 3.621,11  | 33      | 08393                                        | 080327           | Modifica les dades a Wikidata |
|       | Caldes de Montbui              | Vallès Oriental   | 18.336    | 37,5           | 488,96    | 203     | 08140                                        | 080333           | Modifica les dades a Wikidata |
|       | Calella                        | Maresme           | 20.369    | 8              | 2.546,13  | 5       | 08370                                        | 080351           | Modifica les dades a Wikidata |
|       | Calldetenes                    | Osona             | 2.690     | 5,8            | 463,79    | 489     | 08506                                        | 080370           | Modifica les dades a Wikidata |
|       | Callús                         | Bages             | 2.145     | 12,5           | 171,6     | 260     | 08262                                        | 080386           | Modifica les dades a Wikidata |
|       | Calonge de Segarra             | Anoia             | 174       | 37,1           | 4,69      | 688     | 08281                                        | 080364           | Modifica les dades a Wikidata |
|       | Campins                        | Vallès Oriental   | 606       | 7,3            | 83,01     | 321     | 08472                                        | 080399           | Modifica les dades a Wikidata |
|       | Canet de Mar                   | Maresme           | 15.140    | 5,6            | 2.703,57  | 15      | 08360                                        | 080403           | Modifica les dades a Wikidata |
|       | Canovelles                     | Vallès Oriental   | 17.312    | 6,7            | 2.583,88  | 175     | 08420                                        | 080410           | Modifica les dades a Wikidata |
|       | Canyelles                      | Garraf            | 5.367     | 14,2           | 377,96    | 142     | 08811                                        | 080431           | Modifica les dades a Wikidata |
|       | Capellades                     | Anoia             | 5.567     | 2,9            | 1.893,54  | 317     | 08786                                        | 080446           | Modifica les dades a Wikidata |
|       | Capolat                        | Berguedà          | 92        | 34,1           | 2,7       | 1.279   | 08619                                        | 080459           | Modifica les dades a Wikidata |
|       | Cardedeu                       | Vallès Oriental   | 19.064    | 12,1           | 1.575,54  | 193     | 08440                                        | 080462           | Modifica les dades a Wikidata |
|       | Cardona                        | Bages             | 4.574     | 66,7           | 68,58     | 507     | 08261                                        | 080478           | Modifica les dades a Wikidata |
|       | Carme                          | Anoia             | 814       | 11,7           | 69,57     | 351     | 08787                                        | 080484           | Modifica les dades a Wikidata |
|       | Casserres                      | Berguedà          | 1.676     | 29,5           | 56,81     | 611     | 08693                                        | 080497           | Modifica les dades a Wikidata |
|       | Castell de l'Areny             | Berguedà          | 69        | 24,4           | 2,83      | 954     | 08619                                        | 080575           | Modifica les dades a Wikidata |
|       | Castellar de n'Hug             | Berguedà          | 164       | 47,1           | 3,48      | 1.395   | 08696                                        | 080522           | Modifica les dades a Wikidata |
|       | Castellar del Riu              | Berguedà          | 163       | 32,7           | 4,98      | 920     | 08618                                        | 080500           | Modifica les dades a Wikidata |
|       | Castellar del Vallès           | Vallès Occidental | 25.322    | 44,9           | 563,96    | 331     | 08211                                        | 080517           | Modifica les dades a Wikidata |
|       | Castellbell i el Vilar         | Bages             | 4.138     | 28,5           | 145,19    | 178     | 08296                                        | 080538           | Modifica les dades a Wikidata |
|       | Castellbisbal                  | Vallès Occidental | 12.972    | 31             | 418,45    | 132     | 08755                                        | 080543           | Modifica les dades a Wikidata |
|       | Castellcir                     | Moianès           | 784       | 34,2           | 22,92     | 773     | 08183                                        | 080556           | Modifica les dades a Wikidata |
|       | Castelldefels                  | Baix Llobregat    | 69.450    | 12,9           | 5.383,72  | 3       | 08860                                        | 080569           | Modifica les dades a Wikidata |
|       | Castellet i la Gornal          | Alt Penedès       | 2.674     | 47,5           | 56,29     | 137     | 08729                                        | 080581           | Modifica les dades a Wikidata |
|       | Castellfollit de Riubregós     | Anoia             | 151       | 26,2           | 5,76      | 467     | 08283                                        | 080608           | Modifica les dades a Wikidata |
|       | Castellfollit del Boix         | Bages             | 459       | 58,9           | 7,79      | 700     | 08255                                        | 080594           | Modifica les dades a Wikidata |
|       | Castellgalí                    | Bages             | 2.347     | 17,2           | 136,45    | 266     | 08297                                        | 080615           | Modifica les dades a Wikidata |
|       | Castellnou de Bages            | Bages             | 1.430     | 29,2           | 48,97     | 469     | 08251                                        | 080620           | Modifica les dades a Wikidata |
|       | Castellolí                     | Anoia             | 658       | 25,3           | 26,01     | 415     | 08719                                        | 080636           | Modifica les dades a Wikidata |
|       | Castellterçol                  | Moianès           | 2.773     | 31,9           | 86,93     | 726     | 08183                                        | 080641           | Modifica les dades a Wikidata |
|       | Castellví de Rosanes           | Baix Llobregat    | 2.106     | 16,4           | 128,41    | 178     | 08769                                        | 080667           | Modifica les dades a Wikidata |
|       | Castellví de la Marca          | Alt Penedès       | 1.716     | 28,4           | 60,42     | 198     | 08732                                        | 080654           | Modifica les dades a Wikidata |
|       | Centelles                      | Osona             | 7.775     | 15,2           | 511,51    | 496     | 08540                                        | 080673           | Modifica les dades a Wikidata |
|       | Cercs                          | Berguedà          | 1.193     | 47,4           | 25,17     | 650     | 08698                                        | 082687           | Modifica les dades a Wikidata |
|       | Cerdanyola del Vallès          | Vallès Occidental | 58.100    | 30,6           | 1.898,69  | 82      | 08290                                        | 082665           | Modifica les dades a Wikidata |
|       | Cervelló                       | Baix Llobregat    | 9.647     | 24,1           | 400,29    | 122     | 08758                                        | 080689           | Modifica les dades a Wikidata |
|       | Collbató                       | Baix Llobregat    | 4.849     | 18,1           | 267,9     | 388     | 08293                                        | 080692           | Modifica les dades a Wikidata |
|       | Collsuspina                    | Moianès           | 389       | 15,1           | 25,76     | 901     | 08178                                        | 080706           | Modifica les dades a Wikidata |
|       | Copons                         | Anoia             | 351       | 18,7           | 18,77     | 432     | 08281                                        | 080713           | Modifica les dades a Wikidata |
|       | Corbera de Llobregat           | Baix Llobregat    | 15.726    | 18,4           | 854,67    | 342     | 08757                                        | 080728           | Modifica les dades a Wikidata |
|       | Cornellà de Llobregat          | Baix Llobregat    | 91.589    | 7              | 13.102,86 | 27      | 08940                                        | 080734           | Modifica les dades a Wikidata |
|       | Cubelles                       | Garraf            | 17.243    | 13,5           | 1.277,26  | 12      | 08880                                        | 080749           | Modifica les dades a Wikidata |
|       | Cànoves i Samalús              | Vallès Oriental   | 3.315     | 29,2           | 113,53    | 346     | 08445                                        | 080425           | Modifica les dades a Wikidata |
|       | Dosrius                        | Maresme           | 6.142     | 40,7           | 150,91    | 147     | 08319                                        | 080752           | Modifica les dades a Wikidata |
|       | Esparreguera                   | Baix Llobregat    | 22.550    | 27,4           | 822,99    | 187     | 08292                                        | 080765           | Modifica les dades a Wikidata |
|       | Esplugues de Llobregat         | Baix Llobregat    | 47.613    | 4,6            | 10.350,65 | 110     | 08950                                        | 080771           | Modifica les dades a Wikidata |
|       | Fogars de Montclús             | Vallès Oriental   | 502       | 39,7           | 12,64     | 386     | 08479                                        | 080811           | Modifica les dades a Wikidata |
|       | Fogars de la Selva             | Selva             | 1.680     | 32,1           | 52,34     | 45      | 08495                                        | 080826           | Modifica les dades a Wikidata |
|       | Folgueroles                    | Osona             | 2.263     | 10,5           | 215,52    | 552     | 08519                                        | 080832           | Modifica les dades a Wikidata |
|       | Fonollosa                      | Bages             | 1.585     | 51,7           | 30,66     | 525     | 08259                                        | 080847           | Modifica les dades a Wikidata |
|       | Font-rubí                      | Alt Penedès       | 1.446     | 37,2           | 38,9      | 319     | 08736                                        | 080850           | Modifica les dades a Wikidata |
|       | Fígols                         | Berguedà          | 41        | 29,3           | 1,4       | 1.154   | 08698                                        | 080804           | Modifica les dades a Wikidata |
|       | Gaià                           | Bages             | 178       | 39,5           | 4,51      | 481     | 08672                                        | 080902           | Modifica les dades a Wikidata |
|       | Gallifa                        | Vallès Occidental | 172       | 16,3           | 10,55     | 502     | 08146                                        | 080879           | Modifica les dades a Wikidata |
|       | Gavà                           | Baix Llobregat    | 48.007    | 30,8           | 1.560,7   | 9       | 08850                                        | 080898           | Modifica les dades a Wikidata |
|       | Gelida                         | Alt Penedès       | 8.098     | 26,7           | 303,3     | 196     | 08790                                        | 080919           | Modifica les dades a Wikidata |
|       | Gironella                      | Berguedà          | 5.055     | 6,8            | 743,38    | 469     | 08680                                        | 080924           | Modifica les dades a Wikidata |
|       | Gisclareny                     | Berguedà          | 30        | 36,5           | 0,82      | 1.340   | 08695                                        | 080930           | Modifica les dades a Wikidata |
|       | Granera                        | Moianès           | 84        | 23,7           | 3,54      | 782     | 08183                                        | 080958           | Modifica les dades a Wikidata |
|       | Granollers                     | Vallès Oriental   | 64.181    | 14,9           | 4.307,45  | 145     | 08400–08403                                  | 080961           | Modifica les dades a Wikidata |
|       | Gualba                         | Vallès Oriental   | 1.738     | 23,3           | 74,59     | 177     | 08474                                        | 080977           | Modifica les dades a Wikidata |
|       | Guardiola de Berguedà          | Berguedà          | 953       | 61,7           | 15,45     | 720     | 08694                                        | 080996           | Modifica les dades a Wikidata |
|       | Gurb                           | Osona             | 2.712     | 51,6           | 52,56     | 516     | 08503                                        | 081000           | Modifica les dades a Wikidata |
|       | Igualada                       | Anoia             | 41.466    | 8,1            | 5.119,26  | 360     | 08700                                        | 081022           | Modifica les dades a Wikidata |
|       | Jorba                          | Anoia             | 827       | 30,9           | 26,76     | 380     | 08719                                        | 081038           | Modifica les dades a Wikidata |
|       | Llinars del Vallès             | Vallès Oriental   | 10.740    | 27,6           | 389,13    | 198     | 08450                                        | 081069           | Modifica les dades a Wikidata |
|       | Lliçà d'Amunt                  | Vallès Oriental   | 16.253    | 22,3           | 728,83    | 145     | 08186                                        | 081075           | Modifica les dades a Wikidata |
|       | Lliçà de Vall                  | Vallès Oriental   | 6.861     | 10,8           | 635,28    | 125     | 08185                                        | 081081           | Modifica les dades a Wikidata |
|       | Lluçà                          | Lluçanès          | 288       | 53             | 5,43      | 745     | 08514                                        | 081094           | Modifica les dades a Wikidata |
|       | Malgrat de Mar                 | Maresme           | 19.377    | 8,8            | 2.201,93  | 4       | 08380                                        | 081108           | Modifica les dades a Wikidata |
|       | Malla                          | Osona             | 272       | 11             | 24,73     | 580     | 08522                                        | 081115           | Modifica les dades a Wikidata |
|       | Manlleu                        | Osona             | 21.348    | 17,2           | 1.241,16  | 461     | 08560                                        | 081120           | Modifica les dades a Wikidata |
|       | Manresa                        | Bages             | 80.201    | 41,6           | 1.927,91  | 238     | 08241 08243 08242                            | 081136           | Modifica les dades a Wikidata |
|       | Marganell                      | Bages             | 308       | 13,5           | 22,81     | 370     | 08298                                        | 082423           | Modifica les dades a Wikidata |
|       | Martorell                      | Baix Llobregat    | 28.507    | 12,8           | 2.227,11  | 56      | 08760                                        | 081141           | Modifica les dades a Wikidata |
|       | Martorelles                    | Vallès Oriental   | 4.987     | 3,6            | 1.385,28  | 96      | 08107                                        | 081154           | Modifica les dades a Wikidata |
|       | Masquefa                       | Anoia             | 10.038    | 17,1           | 587,02    | 257     | 08783                                        | 081192           | Modifica les dades a Wikidata |
|       | Matadepera                     | Vallès Occidental | 9.815     | 25,4           | 386,42    | 423     | 08230                                        | 081206           | Modifica les dades a Wikidata |
|       | Mataró                         | Maresme           | 131.798   | 22,5           | 5.857,69  | 28      | 08301–08304                                  | 081213           | Modifica les dades a Wikidata |
|       | Mediona                        | Alt Penedès       | 2.637     | 47,5           | 55,52     | 430     | 08773                                        | 081228           | Modifica les dades a Wikidata |
|       | Moià                           | Moianès           | 6.738     | 75,3           | 89,48     | 717     | 08180                                        | 081385           | Modifica les dades a Wikidata |
|       | Molins de Rei                  | Baix Llobregat    | 26.948    | 15,9           | 1.694,84  | 38      | 08750                                        | 081234           | Modifica les dades a Wikidata |
|       | Mollet del Vallès              | Vallès Oriental   | 52.283    | 10,8           | 4.841,02  | 65      | 08100                                        | 081249           | Modifica les dades a Wikidata |
|       | Monistrol de Calders           | Moianès           | 761       | 22             | 34,59     | 447     | 08275                                        | 081287           | Modifica les dades a Wikidata |
|       | Monistrol de Montserrat        | Bages             | 3.198     | 11,8           | 271,02    | 161     | 08691                                        | 081271           | Modifica les dades a Wikidata |
|       | Montcada i Reixac              | Vallès Occidental | 37.153    | 23,5           | 1.580,98  | 36      | 08110                                        | 081252           | Modifica les dades a Wikidata |
|       | Montclar                       | Berguedà          | 132       | 21,9           | 6,03      | 728     | 08619                                        | 081304           | Modifica les dades a Wikidata |
|       | Montesquiu                     | Osona             | 1.099     | 4,9            | 224,29    | 577     | 08585                                        | 081311           | Modifica les dades a Wikidata |
|       | Montgat                        | Maresme           | 12.625    | 2,9            | 4.353,45  | 20      | 08390                                        | 081265           | Modifica les dades a Wikidata |
|       | Montmajor                      | Berguedà          | 472       | 76,5           | 6,17      | 756     | 08612                                        | 081326           | Modifica les dades a Wikidata |
|       | Montmaneu                      | Anoia             | 200       | 13,6           | 14,71     | 709     | 08717                                        | 081332           | Modifica les dades a Wikidata |
|       | Montmeló                       | Vallès Oriental   | 8.906     | 4              | 2.226,5   | 72      | 08160                                        | 081350           | Modifica les dades a Wikidata |
|       | Montornès del Vallès           | Vallès Oriental   | 17.089    | 10,2           | 1.675,39  | 116     | 08170                                        | 081363           | Modifica les dades a Wikidata |
|       | Montseny                       | Vallès Oriental   | 380       | 26,8           | 14,18     | 528     | 08460                                        | 081379           | Modifica les dades a Wikidata |
|       | Muntanyola                     | Osona             | 712       | 40,3           | 17,67     | 900     | 08529                                        | 081290           | Modifica les dades a Wikidata |
|       | Mura                           | Bages             | 232       | 47,8           | 4,85      | 454     | 08279                                        | 081398           | Modifica les dades a Wikidata |
|       | Navarcles                      | Bages             | 6.160     | 5,5            | 1.120     | 269     | 08270                                        | 081402           | Modifica les dades a Wikidata |
|       | Navàs                          | Bages             | 6.185     | 80,6           | 76,74     | 370     | 08670                                        | 081419           | Modifica les dades a Wikidata |
|       | Olesa de Bonesvalls            | Alt Penedès       | 2.093     | 30,8           | 67,95     | 265     | 08795                                        | 081461           | Modifica les dades a Wikidata |
|       | Olesa de Montserrat            | Baix Llobregat    | 24.677    | 16,6           | 1.483,88  | 124     | 08640                                        | 081477           | Modifica les dades a Wikidata |
|       | Olivella                       | Garraf            | 4.419     | 38,8           | 113,89    | 211     | 08818                                        | 081483           | Modifica les dades a Wikidata |
|       | Olost                          | Lluçanès          | 1.216     | 29,4           | 41,36     | 572     | 08516                                        | 081496           | Modifica les dades a Wikidata |
|       | Olvan                          | Berguedà          | 913       | 35,6           | 25,65     | 553     | 08611                                        | 081445           | Modifica les dades a Wikidata |
|       | Olèrdola                       | Alt Penedès       | 3.946     | 30,1           | 131,1     | 189     | 08734                                        | 081458           | Modifica les dades a Wikidata |
|       | Oristà                         | Lluçanès          | 569       | 68,5           | 8,31      | 468     | 08518                                        | 081516           | Modifica les dades a Wikidata |
|       | Orpí                           | Anoia             | 178       | 15,2           | 11,71     | 375     | 08787                                        | 081521           | Modifica les dades a Wikidata |
|       | Orís                           | Osona             | 350       | 27,2           | 12,87     | 576     | 08573                                        | 081509           | Modifica les dades a Wikidata |
|       | Pacs del Penedès               | Alt Penedès       | 935       | 6,3            | 148,41    | 201     | 08796                                        | 081542           | Modifica les dades a Wikidata |
|       | Palafolls                      | Maresme           | 9.938     | 16,6           | 598,67    | 16      | 08389                                        | 081555           | Modifica les dades a Wikidata |
|       | Palau-solità i Plegamans       | Vallès Occidental | 15.456    | 14,9           | 1.037,32  | 130     | 08184                                        | 081568           | Modifica les dades a Wikidata |
|       | Pallejà                        | Baix Llobregat    | 11.825    | 8,3            | 1.424,7   | 41      | 08780                                        | 081574           | Modifica les dades a Wikidata |
|       | Parets del Vallès              | Vallès Oriental   | 18.881    | 9,1            | 2.074,84  | 98      | 08150                                        | 081593           | Modifica les dades a Wikidata |
|       | Perafita                       | Lluçanès          | 438       | 19,6           | 22,35     | 754     | 08589                                        | 081607           | Modifica les dades a Wikidata |
|       | Piera                          | Anoia             | 17.555    | 57,2           | 306,91    | 324     | 08784                                        | 081614           | Modifica les dades a Wikidata |
|       | Pineda de Mar                  | Maresme           | 29.455    | 10,7           | 2.752,8   | 10      | 08397                                        | 081635           | Modifica les dades a Wikidata |
|       | Polinyà                        | Vallès Occidental | 8.555     | 8,8            | 972,16    | 123     | 08213                                        | 081672           | Modifica les dades a Wikidata |
|       | Pontons                        | Alt Penedès       | 518       | 25,9           | 20        | 584     | 08738                                        | 081688           | Modifica les dades a Wikidata |
|       | Prats de Lluçanès              | Lluçanès          | 2.688     | 13,8           | 194,78    | 707     | 08513                                        | 081712           | Modifica les dades a Wikidata |
|       | Premià de Dalt                 | Maresme           | 10.594    | 6,6            | 1.605,15  | 143     | 08338                                        | 082303           | Modifica les dades a Wikidata |
|       | Premià de Mar                  | Maresme           | 28.951    | 2,1            | 13.786,19 | 8       | 08330                                        | 081727           | Modifica les dades a Wikidata |
|       | Puig-reig                      | Berguedà          | 4.489     | 45,8           | 98,01     | 455     | 08692                                        | 081751           | Modifica les dades a Wikidata |
|       | Puigdàlber                     | Alt Penedès       | 629       | 0,4            | 1.572,5   | 239     | 08797                                        | 081748           | Modifica les dades a Wikidata |
|       | Pujalt                         | Anoia             | 210       | 31,4           | 6,69      | 770     | 08282                                        | 081764           | Modifica les dades a Wikidata |
|       | Rajadell                       | Bages             | 594       | 45,5           | 13,05     | 361     | 08256                                        | 081786           | Modifica les dades a Wikidata |
|       | Rellinars                      | Vallès Occidental | 920       | 17,8           | 51,69     | 322     | 08299                                        | 081799           | Modifica les dades a Wikidata |
|       | Ripollet                       | Vallès Occidental | 39.462    | 4,3            | 9.177,21  | 79      | 08291                                        | 081803           | Modifica les dades a Wikidata |
|       | Roda de Ter                    | Osona             | 6.900     | 2,2            | 3.136,36  | 443     | 08510                                        | 081831           | Modifica les dades a Wikidata |
|       | Rubió                          | Anoia             | 237       | 48             | 4,94      | 629     | 08719                                        | 081859           | Modifica les dades a Wikidata |
|       | Rubí                           | Vallès Occidental | 81.532    | 32,3           | 2.524,21  | 123     | 08191                                        | 081846           | Modifica les dades a Wikidata |
|       | Rupit i Pruit                  | Osona             | 281       | 47,8           | 5,88      | 822     | 08569                                        | 089019           | Modifica les dades a Wikidata |
|       | Sabadell                       | Vallès Occidental | 222.177   | 37,8           | 5.877,7   | 190     | 08200–08208                                  | 081878           | Modifica les dades a Wikidata |
|       | Sagàs                          | Berguedà          | 153       | 44,6           | 3,43      | 738     | 08517                                        | 081884           | Modifica les dades a Wikidata |
|       | Saldes                         | Berguedà          | 301       | 66,4           | 4,53      | 1.217   | 08697                                        | 081901           | Modifica les dades a Wikidata |
|       | Sallent                        | Bages             | 6.927     | 65,2           | 106,24    | 278     | 08650                                        | 081918           | Modifica les dades a Wikidata |
|       | Sant Adrià de Besòs            | Barcelonès        | 38.490    | 3,8            | 10.128,95 | 14      | 08930                                        | 081944           | Modifica les dades a Wikidata |
|       | Sant Agustí de Lluçanès        | Osona             | 108       | 13,2           | 8,18      | 816     | 08586                                        | 081957           | Modifica les dades a Wikidata |
|       | Sant Andreu de Llavaneres      | Maresme           | 11.933    | 11,8           | 1.011,27  | 114     | 08392                                        | 081976           | Modifica les dades a Wikidata |
|       | Sant Andreu de la Barca        | Baix Llobregat    | 27.062    | 5,5            | 4.920,36  | 42      | 08740                                        | 081960           | Modifica les dades a Wikidata |
|       | Sant Antoni de Vilamajor       | Vallès Oriental   | 6.668     | 13,7           | 486,72    | 258     | 08459                                        | 081982           | Modifica les dades a Wikidata |
|       | Sant Bartomeu del Grau         | Osona             | 943       | 34,4           | 27,41     | 868     | 08503                                        | 081995           | Modifica les dades a Wikidata |
|       | Sant Boi de Llobregat          | Baix Llobregat    | 84.831    | 21,5           | 3.945,63  | 30      | 08830                                        | 082009           | Modifica les dades a Wikidata |
|       | Sant Boi de Lluçanès           | Osona             | 575       | 19,5           | 29,49     | 813     | 08589                                        | 082016           | Modifica les dades a Wikidata |
|       | Sant Cebrià de Vallalta        | Maresme           | 3.828     | 15,7           | 243,82    | 71      | 08396                                        | 082037           | Modifica les dades a Wikidata |
|       | Sant Celoni                    | Vallès Oriental   | 18.761    | 65,2           | 287,75    | 152     | 08470                                        | 082021           | Modifica les dades a Wikidata |
|       | Sant Climent de Llobregat      | Baix Llobregat    | 4.182     | 10,8           | 387,22    | 87      | 08849                                        | 082042           | Modifica les dades a Wikidata |
|       | Sant Cugat Sesgarrigues        | Alt Penedès       | 1.031     | 6,2            | 166,29    | 266     | 08798                                        | 082068           | Modifica les dades a Wikidata |
|       | Sant Cugat del Vallès          | Vallès Occidental | 98.621    | 48,2           | 2.046,08  | 124     | 08172–08174 08195–08198                      | 082055           | Modifica les dades a Wikidata |
|       | Sant Esteve Sesrovires         | Baix Llobregat    | 8.060     | 18,6           | 433,33    | 183     | 08635                                        | 082080           | Modifica les dades a Wikidata |
|       | Sant Esteve de Palautordera    | Vallès Oriental   | 3.080     | 10,6           | 290,57    | 231     | 08461                                        | 082074           | Modifica les dades a Wikidata |
|       | Sant Feliu Sasserra            | Bages             | 629       | 22,4           | 28,08     | 617     | 08274                                        | 082129           | Modifica les dades a Wikidata |
|       | Sant Feliu de Codines          | Vallès Oriental   | 6.661     | 15             | 444,07    | 480     | 08182                                        | 082107           | Modifica les dades a Wikidata |
|       | Sant Feliu de Llobregat        | Baix Llobregat    | 46.554    | 11,8           | 3.945,25  | 25      | 08980                                        | 082114           | Modifica les dades a Wikidata |
|       | Sant Fost de Campsentelles     | Vallès Oriental   | 9.227     | 13,2           | 699,02    | 112     | 08105                                        | 082093           | Modifica les dades a Wikidata |
|       | Sant Fruitós de Bages          | Bages             | 9.248     | 22,2           | 416,58    | 247     | 08272                                        | 082135           | Modifica les dades a Wikidata |
|       | Sant Hipòlit de Voltregà       | Osona             | 3.687     | 0,9            | 4.096,67  | 536     | 08512                                        | 082153           | Modifica les dades a Wikidata |
|       | Sant Iscle de Vallalta         | Maresme           | 1.458     | 17,8           | 81,91     | 129     | 08359                                        | 081939           | Modifica les dades a Wikidata |
|       | Sant Jaume de Frontanyà        | Berguedà          | 26        | 21,3           | 1,22      | 1.072   | 08607                                        | 082166           | Modifica les dades a Wikidata |
|       | Sant Joan Despí                | Baix Llobregat    | 35.083    | 6,2            | 5.658,55  | 10      | 08970                                        | 082172           | Modifica les dades a Wikidata |
|       | Sant Joan de Vilatorrada       | Bages             | 11.017    | 16,4           | 671,77    | 277     | 08250                                        | 082188           | Modifica les dades a Wikidata |
|       | Sant Julià de Cerdanyola       | Berguedà          | 232       | 11,8           | 19,66     | 954     | 08694                                        | 089030           | Modifica les dades a Wikidata |
|       | Sant Julià de Vilatorta        | Osona             | 3.297     | 15,9           | 207,36    | 600     | 08504                                        | 082205           | Modifica les dades a Wikidata |
|       | Sant Just Desvern              | Baix Llobregat    | 20.881    | 7,8            | 2.677,05  | 122     | 08960                                        | 082212           | Modifica les dades a Wikidata |
|       | Sant Llorenç Savall            | Vallès Occidental | 2.586     | 41,1           | 62,92     | 466     | 08212                                        | 082233           | Modifica les dades a Wikidata |
|       | Sant Llorenç d'Hortons         | Alt Penedès       | 2.617     | 19,7           | 132,84    | 196     | 08791                                        | 082227           | Modifica les dades a Wikidata |
|       | Sant Martí Sarroca             | Alt Penedès       | 3.391     | 35,3           | 96,06     | 291     | 08731                                        | 082270           | Modifica les dades a Wikidata |
|       | Sant Martí Sesgueioles         | Anoia             | 360       | 3,9            | 92,31     | 646     | 08282                                        | 082286           | Modifica les dades a Wikidata |
|       | Sant Martí d'Albars            | Lluçanès          | 140       | 14,7           | 9,52      | 629     | 08515                                        | 082251           | Modifica les dades a Wikidata |
|       | Sant Martí de Centelles        | Osona             | 1.259     | 25,6           | 49,18     | 404     | 08592                                        | 082248           | Modifica les dades a Wikidata |
|       | Sant Martí de Tous             | Anoia             | 1.275     | 39,2           | 32,53     | 465     | 08712                                        | 082264           | Modifica les dades a Wikidata |
|       | Sant Mateu de Bages            | Bages             | 637       | 102,9          | 6,19      | 569     | 08263                                        | 082299           | Modifica les dades a Wikidata |
|       | Sant Pere Sallavinera          | Anoia             | 158       | 22             | 7,18      | 588     | 08281                                        | 081897           | Modifica les dades a Wikidata |
|       | Sant Pere de Ribes             | Garraf            | 32.121    | 40,8           | 787,28    | 44      | 08810                                        | 082310           | Modifica les dades a Wikidata |
|       | Sant Pere de Riudebitlles      | Alt Penedès       | 2.497     | 5,4            | 462,41    | 246     | 08776                                        | 082325           | Modifica les dades a Wikidata |
|       | Sant Pere de Torelló           | Osona             | 2.592     | 55,1           | 47,04     | 621     | 08572                                        | 082331           | Modifica les dades a Wikidata |
|       | Sant Pere de Vilamajor         | Vallès Oriental   | 4.941     | 34,7           | 142,39    | 305     | 08458                                        | 082346           | Modifica les dades a Wikidata |
|       | Sant Pol de Mar                | Maresme           | 5.834     | 7,5            | 777,87    | 15      | 08395                                        | 082359           | Modifica les dades a Wikidata |
|       | Sant Quintí de Mediona         | Alt Penedès       | 2.504     | 13,8           | 181,45    | 326     | 08777                                        | 082362           | Modifica les dades a Wikidata |
|       | Sant Quirze Safaja             | Moianès           | 669       | 26,2           | 25,53     | 627     | 08189                                        | 082397           | Modifica les dades a Wikidata |
|       | Sant Quirze de Besora          | Osona             | 2.127     | 8,1            | 262,59    | 587     | 08580                                        | 082378           | Modifica les dades a Wikidata |
|       | Sant Quirze del Vallès         | Vallès Occidental | 20.161    | 14,1           | 1.429,86  | 188     | 08192                                        | 082384           | Modifica les dades a Wikidata |
|       | Sant Sadurní d'Anoia           | Alt Penedès       | 12.915    | 19             | 679,74    | 162     | 08770                                        | 082401           | Modifica les dades a Wikidata |
|       | Sant Sadurní d'Osormort        | Osona             | 84        | 30,6           | 2,75      | 531     | 08519                                        | 082418           | Modifica les dades a Wikidata |
|       | Sant Salvador de Guardiola     | Bages             | 3.476     | 37,1           | 93,69     | 334     | 08253                                        | 080983           | Modifica les dades a Wikidata |
|       | Sant Vicenç de Castellet       | Bages             | 10.131    | 17,1           | 592,46    | 176     | 08295                                        | 082628           | Modifica les dades a Wikidata |
|       | Sant Vicenç de Montalt         | Maresme           | 6.712     | 8,1            | 828,64    | 143     | 08394                                        | 082649           | Modifica les dades a Wikidata |
|       | Sant Vicenç de Torelló         | Osona             | 2.092     | 6,6            | 316,97    | 555     | 08571                                        | 082652           | Modifica les dades a Wikidata |
|       | Sant Vicenç dels Horts         | Baix Llobregat    | 28.568    | 9,1            | 3.139,34  | 22      | 08620                                        | 082634           | Modifica les dades a Wikidata |
|       | Santa Cecília de Voltregà      | Osona             | 192       | 8,6            | 22,33     | 519     | 08509                                        | 082439           | Modifica les dades a Wikidata |
|       | Santa Coloma de Cervelló       | Baix Llobregat    | 8.335     | 7,5            | 1.111,33  | 73      | 08690                                        | 082444           | Modifica les dades a Wikidata |
|       | Santa Coloma de Gramenet       | Barcelonès        | 121.203   | 7              | 17.314,71 | 56      | 08921 08924 08922 08920 08923                | 082457           | Modifica les dades a Wikidata |
|       | Santa Eugènia de Berga         | Osona             | 2.308     | 7              | 329,71    | 538     | 08507                                        | 082460           | Modifica les dades a Wikidata |
|       | Santa Eulàlia de Riuprimer     | Osona             | 1.487     | 13,8           | 107,75    | 568     | 08505                                        | 082476           | Modifica les dades a Wikidata |
|       | Santa Eulàlia de Ronçana       | Vallès Oriental   | 7.911     | 14,2           | 557,11    | 236     | 08187                                        | 082482           | Modifica les dades a Wikidata |
|       | Santa Fe del Penedès           | Alt Penedès       | 360       | 3,4            | 105,88    | 240     | 08792                                        | 082495           | Modifica les dades a Wikidata |
|       | Santa Margarida de Montbui     | Anoia             | 10.549    | 27,6           | 382,21    | 316     | 08710                                        | 082508           | Modifica les dades a Wikidata |
|       | Santa Margarida i els Monjos   | Alt Penedès       | 7.806     | 17,2           | 453,84    | 161     | 08730                                        | 082515           | Modifica les dades a Wikidata |
|       | Santa Maria d'Oló              | Moianès           | 1.077     | 66,2           | 16,27     | 542     | 08273                                        | 082589           | Modifica les dades a Wikidata |
|       | Santa Maria de Besora          | Osona             | 164       | 24,7           | 6,64      | 866     | 08589                                        | 082536           | Modifica les dades a Wikidata |
|       | Santa Maria de Martorelles     | Vallès Oriental   | 873       | 4,5            | 194       | 181     | 08106                                        | 082567           | Modifica les dades a Wikidata |
|       | Santa Maria de Merlès          | Berguedà          | 175       | 52,1           | 3,36      | 532     | 08517                                        | 082554           | Modifica les dades a Wikidata |
|       | Santa Maria de Miralles        | Anoia             | 137       | 25             | 5,48      | 543     | 08787                                        | 082573           | Modifica les dades a Wikidata |
|       | Santa Maria de Palautordera    | Vallès Oriental   | 10.008    | 16,9           | 592,19    | 208     | 08460                                        | 082592           | Modifica les dades a Wikidata |
|       | Santa Perpètua de Mogoda       | Vallès Occidental | 25.960    | 15,8           | 1.643,04  | 74      | 08130                                        | 082606           | Modifica les dades a Wikidata |
|       | Santa Susanna                  | Maresme           | 4.023     | 12,6           | 319,29    | 10      | 08398                                        | 082613           | Modifica les dades a Wikidata |
|       | Santpedor                      | Bages             | 7.716     | 16,6           | 464,82    | 336     | 08251                                        | 081923           | Modifica les dades a Wikidata |
|       | Sentmenat                      | Vallès Occidental | 9.553     | 28,8           | 331,7     | 207     | 08181                                        | 082671           | Modifica les dades a Wikidata |
|       | Seva                           | Osona             | 3.798     | 30,4           | 124,93    | 663     | 08553 (Seva); 08554 (Sant Miquel de Balenyà) | 082690           | Modifica les dades a Wikidata |
|       | Sitges                         | Garraf            | 32.405    | 43,9           | 738,15    | 10      | 08870                                        | 082704           | Modifica les dades a Wikidata |
|       | Sobremunt                      | Lluçanès          | 101       | 13,8           | 7,32      | 881     | 08589                                        | 082711           | Modifica les dades a Wikidata |
|       | Sora                           | Osona             | 219       | 31,7           | 6,91      | 716     | 08588                                        | 082726           | Modifica les dades a Wikidata |
|       | Subirats                       | Alt Penedès       | 3.281     | 55,9           | 58,69     | 243     | 08739                                        | 082732           | Modifica les dades a Wikidata |
|       | Súria                          | Bages             | 6.090     | 23,6           | 258,05    | 326     | 08260                                        | 082747           | Modifica les dades a Wikidata |
|       | Tagamanent                     | Vallès Oriental   | 339       | 43,3           | 7,83      | 354     | 08593                                        | 082763           | Modifica les dades a Wikidata |
|       | Talamanca                      | Bages             | 212       | 29,4           | 7,21      | 552     | 08278                                        | 082779           | Modifica les dades a Wikidata |
|       | Taradell                       | Osona             | 6.844     | 26,5           | 258,26    | 623     | 08552                                        | 082785           | Modifica les dades a Wikidata |
|       | Tavertet                       | Osona             | 131       | 32,5           | 4,03      | 869     | 08511                                        | 082802           | Modifica les dades a Wikidata |
|       | Tavèrnoles                     | Osona             | 341       | 18,8           | 18,14     | 537     | 08519                                        | 082750           | Modifica les dades a Wikidata |
|       | Teià                           | Maresme           | 6.818     | 6,6            | 1.033,03  | 128     | 08329                                        | 082819           | Modifica les dades a Wikidata |
|       | Terrassa                       | Vallès Occidental | 228.708   | 70,2           | 3.257,95  | 277     | 08221–08229                                  | 082798           | Modifica les dades a Wikidata |
|       | Terrassola i Lavit             | Alt Penedès       | 1.509     | 23,6           | 63,94     | 202     | 08775                                        | 082877           | Modifica les dades a Wikidata |
|       | Tiana                          | Maresme           | 9.305     | 8              | 1.170,44  | 136     | 08390 08391                                  | 082824           | Modifica les dades a Wikidata |
|       | Tona                           | Osona             | 8.511     | 16,5           | 515,82    | 596     | 08551                                        | 082830           | Modifica les dades a Wikidata |
|       | Tordera                        | Maresme           | 18.780    | 84,6           | 221,99    | 34      | 08490                                        | 082845           | Modifica les dades a Wikidata |
|       | Torelló                        | Osona             | 15.093    | 13,5           | 1.118     | 508     | 08570                                        | 082858           | Modifica les dades a Wikidata |
|       | Torrelles de Foix              | Alt Penedès       | 2.657     | 36,7           | 72,4      | 367     | 08737                                        | 082883           | Modifica les dades a Wikidata |
|       | Torrelles de Llobregat         | Baix Llobregat    | 6.155     | 13,6           | 452,57    | 126     | 08629                                        | 082896           | Modifica les dades a Wikidata |
|       | Ullastrell                     | Vallès Occidental | 2.176     | 7,3            | 298,08    | 342     | 08231                                        | 082900           | Modifica les dades a Wikidata |
|       | Vacarisses                     | Vallès Occidental | 7.563     | 40,7           | 185,82    | 382     | 08233                                        | 082917           | Modifica les dades a Wikidata |
|       | Vallbona d'Anoia               | Anoia             | 1.406     | 6,5            | 216,31    | 289     | 08785                                        | 082922           | Modifica les dades a Wikidata |
|       | Vallcebre                      | Berguedà          | 271       | 28             | 9,68      | 1.123   | 08699                                        | 082938           | Modifica les dades a Wikidata |
|       | Vallgorguina                   | Vallès Oriental   | 3.198     | 22,1           | 144,71    | 222     | 08471                                        | 082943           | Modifica les dades a Wikidata |
|       | Vallirana                      | Baix Llobregat    | 15.985    | 23,9           | 668,83    | 177     | 08759                                        | 082956           | Modifica les dades a Wikidata |
|       | Vallromanes                    | Vallès Oriental   | 2.742     | 10,7           | 256,26    | 153     | 08188                                        | 082969           | Modifica les dades a Wikidata |
|       | Veciana                        | Anoia             | 172       | 38,9           | 4,42      | 564     | 08289                                        | 082975           | Modifica les dades a Wikidata |
|       | Vic                            | Osona             | 49.530    | 30,6           | 1.618,63  | 498     | 08500                                        | 082981           | Modifica les dades a Wikidata |
|       | Vilada                         | Berguedà          | 443       | 22,3           | 19,87     | 757     | 08613                                        | 082994           | Modifica les dades a Wikidata |
|       | Viladecans                     | Baix Llobregat    | 67.348    | 20,4           | 3.301,37  | 18      | 08840                                        | 083015           | Modifica les dades a Wikidata |
|       | Viladecavalls                  | Vallès Occidental | 7.802     | 20,1           | 388,16    | 274     | 08232                                        | 083008           | Modifica les dades a Wikidata |
|       | Vilafranca del Penedès         | Alt Penedès       | 41.504    | 19,6           | 2.117,55  | 223     | 08720                                        | 083054           | Modifica les dades a Wikidata |
|       | Vilalba Sasserra               | Vallès Oriental   | 780       | 6              | 130       | 200     | 08455                                        | 083067           | Modifica les dades a Wikidata |
|       | Vilanova de Sau                | Osona             | 317       | 58,8           | 5,39      | 558     | 08519                                        | 083036           | Modifica les dades a Wikidata |
|       | Vilanova del Camí              | Anoia             | 12.844    | 10,3           | 1.246,99  | 302     | 08788                                        | 083020           | Modifica les dades a Wikidata |
|       | Vilanova del Vallès            | Vallès Oriental   | 5.632     | 15,2           | 370,53    | 91      | 08410                                        | 089024           | Modifica les dades a Wikidata |
|       | Vilanova i la Geltrú           | Garraf            | 70.418    | 34             | 2.071,12  | 22      | 08800                                        | 083073           | Modifica les dades a Wikidata |
|       | Vilassar de Dalt               | Maresme           | 9.281     | 8,9            | 1.042,81  | 142     | 08339                                        | 082140           | Modifica les dades a Wikidata |
|       | Vilassar de Mar                | Maresme           | 21.162    | 4              | 5.290,5   | 10      | 08340                                        | 082191           | Modifica les dades a Wikidata |
|       | Vilobí del Penedès             | Alt Penedès       | 1.150     | 9,3            | 123,66    | 286     | 08735                                        | 083041           | Modifica les dades a Wikidata |
|       | Viver i Serrateix              | Berguedà          | 175       | 66,8           | 2,62      | 729     | 08679                                        | 083089           | Modifica les dades a Wikidata |
|       | el Bruc                        | Anoia             | 2.288     | 47,2           | 48,47     | 489     | 08294                                        | 080253           | Modifica les dades a Wikidata |
|       | el Brull                       | Osona             | 293       | 41             | 7,15      | 843     | 08559                                        | 080266           | Modifica les dades a Wikidata |
|       | el Figaró-Montmany             | Vallès Oriental   | 1.188     | 15             | 79,2      | 330     | 08590                                        | 081347           | Modifica les dades a Wikidata |
|       | el Masnou                      | Maresme           | 24.479    | 3,4            | 7.199,71  | 27      | 08320                                        | 081189           | Modifica les dades a Wikidata |
|       | el Papiol                      | Baix Llobregat    | 4.363     | 8,9            | 490,22    | 135     | 08754                                        | 081580           | Modifica les dades a Wikidata |
|       | el Pla del Penedès             | Alt Penedès       | 1.352     | 9,6            | 140,83    | 216     | 08733                                        | 081640           | Modifica les dades a Wikidata |
|       | el Pont de Vilomara i Rocafort | Bages             | 4.140     | 27,4           | 151,09    | 202     | 08254                                        | 081825           | Modifica les dades a Wikidata |
|       | el Prat de Llobregat           | Baix Llobregat    | 66.184    | 32,2           | 2.053,49  | 8       | 08820                                        | 081691           | Modifica les dades a Wikidata |
|       | els Hostalets de Pierola       | Anoia             | 3.231     | 33,5           | 96,45     | 361     | 08781                                        | 081629           | Modifica les dades a Wikidata |
|       | els Prats de Rei               | Anoia             | 553       | 26,1           | 21,19     | 608     | 08281                                        | 081705           | Modifica les dades a Wikidata |
|       | l'Ametlla del Vallès           | Vallès Oriental   | 9.462     | 14,2           | 666,34    | 281     | 08480                                        | 080057           | Modifica les dades a Wikidata |
|       | l'Espunyola                    | Berguedà          | 262       | 35,5           | 7,38      | 803     | 08614                                        | 080787           | Modifica les dades a Wikidata |
|       | l'Esquirol                     | Osona             | 2.277     | 61,8           | 36,84     | 693     | 08511                                        | 082541           | Modifica les dades a Wikidata |
|       | l'Estany                       | Moianès           | 401       | 10,3           | 38,93     | 870     | 08148                                        | 080790           | Modifica les dades a Wikidata |
|       | l'Hospitalet de Llobregat      | Barcelonès        | 279.993   | 12,4           | 22.580,08 | 8       | 08900–08909                                  | 081017           | Modifica les dades a Wikidata |
|       | la Garriga                     | Vallès Oriental   | 17.305    | 18,8           | 920,48    | 252     | 08530                                        | 080885           | Modifica les dades a Wikidata |
|       | la Granada                     | Alt Penedès       | 2.263     | 6,5            | 348,15    | 272     | 08792                                        | 080945           | Modifica les dades a Wikidata |
|       | la Llacuna                     | Anoia             | 982       | 52,2           | 18,81     | 615     | 08779                                        | 081043           | Modifica les dades a Wikidata |
|       | la Llagosta                    | Vallès Oriental   | 13.085    | 3              | 4.361,67  | 45      | 08120                                        | 081056           | Modifica les dades a Wikidata |
|       | la Nou de Berguedà             | Berguedà          | 163       | 25             | 6,52      | 876     | 08698                                        | 081424           | Modifica les dades a Wikidata |
|       | la Palma de Cervelló           | Baix Llobregat    | 3.044     | 5,5            | 553,45    | 100     | 08756                                        | 089058           | Modifica les dades a Wikidata |
|       | la Pobla de Claramunt          | Anoia             | 2.353     | 18,5           | 127,19    | 265     | 08787                                        | 081653           | Modifica les dades a Wikidata |
|       | la Pobla de Lillet             | Berguedà          | 1.109     | 51,5           | 21,53     | 843     | 08696                                        | 081666           | Modifica les dades a Wikidata |
|       | la Quar                        | Berguedà          | 42        | 38,3           | 1,1       | 885     | 08606                                        | 081770           | Modifica les dades a Wikidata |
|       | la Roca del Vallès             | Vallès Oriental   | 10.962    | 36,9           | 297,07    | 123     | 08430                                        | 081810           | Modifica les dades a Wikidata |
|       | la Torre de Claramunt          | Anoia             | 4.122     | 15             | 274,8     | 363     | 08789                                        | 082861           | Modifica les dades a Wikidata |
|       | les Cabanyes                   | Alt Penedès       | 1.012     | 1,1            | 920       | 252     | 08794                                        | 080272           | Modifica les dades a Wikidata |
|       | les Franqueses del Vallès      | Vallès Oriental   | 20.715    | 29,1           | 711,86    | 181     | 08520                                        | 080863           | Modifica les dades a Wikidata |
|       | les Masies de Roda             | Osona             | 750       | 16,4           | 45,73     | 468     | 08510                                        | 081167           | Modifica les dades a Wikidata |
|       | les Masies de Voltregà         | Osona             | 3.292     | 22,4           | 146,96    | 533     | 08508                                        | 081173           | Modifica les dades a Wikidata |
|       | Òdena                          | Anoia             | 3.710     | 52,7           | 70,4      | 421     | 08711                                        | 081430           | Modifica les dades a Wikidata |
|       | Òrrius                         | Maresme           | 805       | 5,7            | 141,23    | 259     | 08317                                        | 081537           | Modifica les dades a Wikidata |